# Hangar 110
Hangar 110 é uma tradicional casa noturna de rock localizada na Rua Rodolfo Miranda, 110, no bairro do Bom Retiro, na Zona Central de São Paulo, no Brasil. A casa funcionou até 2017, recebendo importantes bandas do punk e hardcore nacionais e internacionais e também servindo de celeiro para o lançamento de novas bandas nacionais. Tornou-se um dos templos do rock alternativo nacional nos anos 2000. Diversas bandas, como CPM 22, Dead Fish, Matanza, Hateen gravaram DVDs ao vivo no local. 
Após o término das atividades, o local continuou a operar com outro nome fantasia. Em 2018 os responsáveis pelo Hangar 110 voltaram a promover shows nacionais e internacionais sob o nome de Hangar 110 Produções. E em Fevereiro de 2020 foi anunciada a reabertura da casa, com o primeiro show realizado em Março de 2020. 

## História
Inaugurado em outubro de 1998, desde o início o local foi voltado para o cenário alternativo e underground brasileiro. O CPM22, ainda no começo de sua carreira, foi a primeira banda a se apresentar no local em uma noite cuja atração principal foi o Gritando HC. Os responsáveis pelo Hangar são Marco Badin, o Alemão, como é popularmente conhecido, uma figura dos primórdios do punk rock no País, ex-integrante do seminal e extinto grupo Anarkólatras e  Cilmara Badin.
Em atividade desde outubro de 1998, com uma parada entre 2017 e 2020, o Hangar 110  surgiu fruto de um ideal: abrir espaço para o cenário alternativo e underground brasileiro. Para fomentar a cena nacional, o Hangar 110 recebia e analisava material dos grupos iniciantes ou já com alguma experiência em um projeto chamado Skema 110. As bandas selecionadas eram convidadas para abrir shows de nomes já consagrados do punk, emo, hardcore e metal nacional. Com o tempo, bandas de diversos estados do Brasil começaram a se tornar visitantes frequentes da casa.
Entre as bandas nacionais que já tocaram no Hangar 110 estão nomes como Cólera, Pé Sujus, CPM 22, Raimundos, Blind Pigs, Dead Fish, Matanza, Hateen, Replicantes, Ratos de Porão, Gritando HC, Garotos Podres, Gloria, NX Zero e Fresno. Várias delas chegaram a gravar clipes ou DVDs no local. 
Não demorou muito para que o Hangar 110 passasse a ser local obrigatório para sediar também shows de importantes bandas do punk e hardcore mundial, tais como Marky Ramone, CJ Ramone, The Varukers, The Exploited e G.B.H. (UK), Satanic Surfers (Suécia), Agnostic Front (USA), Stiff Little Fingers (Irlanda), Riistetyt (Finlândia) e Brujeria. Apesar das dificuldades existentes para se organizar shows deste porte, os shows sempre aconteceram com uma boa organização, segurança e infraestrutura. 
O Hangar 110 está localizado no centro de São Paulo, ao lado da estação Armênia do metro, tendo capacidade para 640 pessoas.
No dia 15 de Dezembro de 2017 os proprietários do estabelecimento anunciaram no Twitter o Fim do Hangar 110. Marco Alemão afirmou que "O jovem não vem mais a shows. Só quer ver na internet. Caiu muito a frequência. Temos que terminar em alta". O último show do Hangar 110, no dia 23/12/2017, foi do CPM22, que tinha sido a primeira banda a se apresentar no local. Não houve atividades em 2017. A partir de 2018 os responsáveis pelo Hangar 110 voltaram a produzir shows nacionais e internacionais em diferentes locais, posicionando-se como Hangar 110 Produções. Uma outra casa de shows, denominada The House, passou a operar no local do antigo Hangar 110.
Em 11 de fevereiro de 2020 foi anunciado o retorno do Hangar 110. O primeiro show de retorno aconteceu dia 01 de março de 2020 com as bandas Gloria, Pense e Bad News Bad News, com sold out.